# 境界線上的地平線
《境界線上的地平線》（境界線上のホライゾン）是川上稔撰寫的輕小說作品，由負責插畫，ASCII Media Works出版。《電擊文庫MAGAZINE》先行刊載設定資料和序章。
動畫版於2011年2月宣布動畫化，第一期於10月1日播放，12月24日播放完畢。動畫第二期於2012年7月7日開始放送，9月29日播放完畢。

## 概要
《GENESIS Series 境界線上的地平線》是作者所創造的世界觀都市世界中GENESIS時代所發生的故事。
在第1集上冊的作者介紹裡提到，本作的設定集厚達780頁（A4大小）。各集著作的厚度更是電擊文庫發行的其他輕小說難以比擬的、堪稱磚頭。其中第2集下冊厚度高達1154頁，也刷新由同作者所創的最厚記錄（《終焉的年代記》第7集）。

## 故事簡介
被各國分割統治的中世的神州‧日本，其上空8艘艦艇所組成的都市艦「武藏」航行著——
遙遠的未來，經歷了「重奏統合爭亂」，胸懷各自的思慮和決心，協力開拓未來的人們，遵循著賭上人類命運的「聖譜」而進行著歷史的重現，以企重返曾經生活的天空。
壯大的「GENESIS」系列，以重合的中世為舞臺、由學生們發起的學園國家間的抗爭，於焉拉開序幕！

## 用語

### 本作的世界觀
現實世界
作為本作舞台的世界，地球的上空。
重奏世界
為了因應人類從天空返回地球時產生的土地不足所造的異空間。模仿神州的地形製作，居民以神州以外的各國的人民為主。由神器的地脈控制加以維持，但因南北朝戰爭的影響而崩潰，現在作為重奏領域覆蓋於現實世界的部分區域。
神州／遠東
人類返回地球時，唯一可以生活的地區。經重奏合併動亂而改稱為遠東，由各國分割並暫時支配著。
重奏領域
崩毀的重奏世界，覆蓋於現實世界的部分區域。保留了重奏世界的氣候和地貌，外觀為有異於其他地區的柱狀區域。

### 本作的地球歷史
前地球時代
很遠很遠以前，地球荒廢，人類移居至天空。在移居前，將修復地球的工作託付給以神州為根據地的環境神群。
天上時代（遠古）
人類生活在天上，而在此期間地球環境恢復。
重返時代（上古）
因為某些原因，人類重返地球。但地球除了環境神群所在的神州以外，其他區域全都過度修復而不能居住。全人類硬是住進神洲的話，會發生土地問題，導致人類滅亡。於是神州居民以外的人民移至重奏世界，神州居民則留在現實世界，問題因此解決。
在這個時代，人類開發出聖譜，以再次返回天空為目的開始進行歷史再現。
和平時代（紀元前10000年-紀元1412年）
從現實世界和重奏世界雙邊進行歷史再現。由紀元前一萬年開始，最初的九千年以100倍速進行，接下來的一千年改為10倍速，最後花費了190年再現了紀元前一萬年的歷史。紀元0年開始則以等速進行歷史再現，順利地維持到中世紀。
毀壞時代（紀元1413-1457年）
現實世界的神州爆發南北朝戰爭。1443年南朝皇帝奪取神器至1457年奪還為止，重奏世界因地脈失去控制而崩潰，進入重奏合併動亂。
神州投降並改名為遠東，土地則由重奏世界的各國分割、暫時控制。
受制時代（紀元1457-1648年）
神州的居民住在依各國居留地而建的武藏並成立的聖聯，開始歷史再現。但謠傳1648年記述境界的聖譜將不再更新，末世即將到來。

### 歷史上的大事件
南北朝戰爭
南北兩朝的皇帝相互攻擊。此事件中地脈失控而造成重奏世界崩潰，成為重奏合併動亂的契機。
重奏合併動亂
因南北朝戰爭重奏世界毀壞，重奏世界的人開始向神州進攻的動亂。因南北朝戰爭早已疲憊的神州不敵而投降，改名為遠東。
怪異
在世界各地因地脈混亂而發生神隱和出現妖怪等等的異常事件。
公主隠
神隱的一種。事件現場會出現二境紋，無法追蹤受害者的足跡。在公主隱的受害者中，有著在發生前一段時間即失蹤的共同點。且謠傳失蹤時卻在中出沒。
二境紋
在公主隱發生現場遺留的圖紋。圖案為一圓上有一橫。
哈默爾恩的吹笛手
M.H.R.R.傳頌的故事，為一個吹笛手帶著大群兒童失蹤的事件。和公主隱事件極為相似。
勒班陀海戰
嚴島之戰（厳島の合戦）與雙重襲名的P.A.Oda和三征西班牙的戰爭。歷史再現沒有成功，三征西班牙受到的損失較大。
超祝福艦隊之役
歷史再現上，是用龐大艦隊群的三征西班牙繞行攻擊英國防守的國土沿岸一圈後無功而返的戰爭。但三征西班牙以英國因畏懼超祝福艦隊之威自動投降而獲勝的誇大言詞掩蓋。
馬格德堡的掠奪
M.H.R.R.守舊派和革新派決裂之時，三十年戰爭中M.H.R.R.戰敗的原因，M.H.R.R.守舊派的歷史再現一直沒能成功。
第二次木津川口之戰
P.A.Oda攻佔K.P.A.Italia的本營嚴島，這段期間唯一的歷史再現。實際上是P.A.Oda和K.P.A.Italia之間爭戰的終結。
三方原之戰
水戶松平與清武田的戰爭。因武田信玄於此戰中病死，清武田國力轉衰的歷史再現。
長篠之戰
清武田和P.A.Oda的戰爭。此戰瓦解了清武田中武田的兵力。其兵力與領土轉由水戶松平掌控，但為P.A.Oda所覬覦。

### 世界各國
現實世界的遠東經重奏合併動亂後，受教導院暫時掌控。因歷史再現的齟齬解除，各國襲名於歷史上有名的世家。一部份的地區也因歷史再現而無法掌控。
極東、武藏、神州、現實世界（日本）
家系：松平氏
名義控制區：東海、關東、武藏
實際控制區：武藏
主教導院：
制服樣式：黑底色的中量級
三河毀滅後名義上擁有的獨立領土為「武藏」和「三河」兩處暫時控制居留地，但是三河已經被破壞殆盡。
人物
教導院役職：
- 武藏王：義直、副王：葵·托利、副王兼極東代表：赫萊森·阿利亞達斯特
- 學院長：酒井·忠次
- 教師：歐里歐特萊·真喜子、三要·光紀

學生會與總長聯合：
- 總長兼學生會長：葵·托利
- 副會長：本多·正純
- 會計：四郎次郎·伯托尼、會計助理：海蒂·奧蓋扎薇樂
- 書記：涅申原·諸聖
- 副長：本多·二代、副長補佐：立花·宗茂、立花·誾
- 第一特務（諜報）：點蔵·庫羅斯由奈特、第一特務補佐員：瑪麗／傷痕／雙重染血
- 第二特務（审判）：清成·烏魯基亞加
- 第三特務：瑪魯戈特·奈特
- 第四特務：瑪魯伽·納爾傑
- 第五特務：涅特·彌托黛拉
- 第六特務：直政

委員會聯合：
- 代表委員會：委員長：大久保·忠隣/長安、委員：阿黛蕾·巴爾菲特
- 風紀委員會：委員長：加納、委員：淺間·智
- 生活委員会：委員：向井·鈴

三河
位於印度和中央之間的極東代表國。遵從聖譜記述後成為獲得自治認可的極東代表，但為和P.A.Oda結盟而半退出聖聯成為中立國，卻又對聖聯和P.A.Oda皆呈半鎖國狀態。開發大罪武裝給予各國。因城下常出現妖異，除了部分重臣以外的襲名家臣全為自動人形，因地脈爐失控而消失。
在本多·正純與教皇的相對後殘存的船艦與武藏艦連結歸為其中一部分。
家系：松平氏
名義控制區：東海、關東
實際控制區：三河国
主教導院：
人物
學生會與總長聯合：
- 總長兼永世學生會長：松平·元信
- 副會長：井伊·直政
- 書記：榊原·康政
- 副長：本多·忠勝
- 特殊預備役副長：本多·忠勝（學生時代）

P.A.Oda
家系：織田鄂圖曼
控制地區：近畿、東海
主教導院：「P.A.M.」
制服樣式：沙漠式樣輕量民族服裝(特色為頭巾)
信長的襲名者於本篇開始8年前出現，現在是從聖聯半退出的狀態。
與M.H.R.R.的羽柴共同部屬而被稱為「P.A.O.M.」。
因未與三河結盟而沒有大罪武裝，但有獨立製造五大頂專用武裝。
六護式法蘭西
家系：毛利法蘭西
控制地區：中國地方
主教導院：「Ecole de paris」
制服樣式：藍色底瀟灑設計重量級
歷史再現上為西軍較強，但在關原與松平決戰卻戰敗了，此後被羽柴掌控。
多食人系的異族。
M.H.R.R.（神聖羅馬帝國）
家系：羽柴神聖羅馬帝國
控制地區：近畿地區
主教導院：「A.H.R.R.S.」
制服樣式：設計繁複、黑色底、多金屬配件
領地內各邦分為守舊派和革新派，馬格德堡的掠奪即為對立造成。
守舊派獲P.A.Oda支援，革新派則和英國交流密切。
英國
家系：無（唯一不用襲命的國家）
控制地區：對馬群島、浮游島
主教導院：牛津大學：
制服樣式：藏青色重量級，可愛又不失優雅的妖精裝束。
統治者附加頭銜：妖精女王
大罪武裝：強欲（フィラルジア）/拒絕的強欲
- 所有國：英國⇒極東
- 掌控代表「慾望」原罪，大罪武裝-「拒絕的強欲」。盾型。由莎士比亞持有操控。通常驅動能發揮防禦力，超過驅動能將持有者所承受「痛感」轉換為拜氣流體。莎士比亞與涅申原「相對」交手之後，涅申原以「篡奪」名義從莎士比亞手上搶奪，之後轉交給赫萊森。

特殊世界：花園（アヴァロン）
- 設置於倫敦塔內部，1平方公里的異空間。由亨利八世製作，內部有末世的研究成果。需經伊麗莎白的許可方可進入。

無家名襲名也沒有任何暫時領地，持中立立場。
因對應的對馬群島過於窄小，將重奏世界海底上浮的「浮游島」作為領土。
多異族居住，遠東的居民多半為過去滅亡的尼子家的遺族。
為了食人系的異族而有吃食人肉許可證流通著。
人物
女王的盾符：
- 「女王的盾符」12兼總長與學生會長：伊莉莎白
- 「女王的盾符」兩10兼學生副會長：威廉·塞西爾
- 「女王的盾符」兩10兼總長聯合副長：羅伯特·達德利
- 「女王的盾符」9兼學生會書記：本·約翰遜
- 「女王的盾符」8兼書記輔佐與國璽尚書：尼可拉斯·培根
- 「女王的盾符」7兼學生會會計與海戰長：查爾斯·霍華德
- 「女王的盾符」6兼文藝部副部長：湯瑪士·莎士比亞
- 「女王的盾符」5－1兼海戰副長：法蘭西斯·德瑞克
- 「女王的盾符」5－2兼船舶部部長：约翰·霍金斯
- 「女王的盾符」5－3兼船舶部經理：湯姆斯·坎文德修
- 「女王的盾符」4：葛蕾斯·奧馬里
- 「女王的盾符」3：克里斯多福·赫頓
- 「女王的盾符」2兼風紀委員長：F·沃爾辛厄姆
- 「女王的盾符」1兼戰時補佐官：沃爾特·雷利

第四階層代表：瑪麗、第四階層代表輔佐：彌爾頓
K.P.A.Italia
家系：安藝義大利
控制地區：瀨戶内
主教導院：「K.P.A.S.」
制服樣式：縱線花樣重量級
因舊派的定義上禁止直接的金錢交易，對資金問題十分頭痛。
三征西班牙
家系：大内、大友西班牙
控制地區：下關
主教導院：「埃納雷斯堡」
制服樣式：騎士風格重量級
因重奏合併動亂歷經三次才征服而被稱為「三征」，掌控三征葡萄牙（トレス・ポルトガル）。
因缺乏歷史再現的資金且瀕臨破產而建造超祝福艦隊。
純血主義強盛，人族和長壽族混血的半壽族和其他的族群多有差別。
因上一代總長之故，主力者多為雙重襲名。
人物
學生會與總長聯合：
- 總長兼學生會長：腓力二世
- 副會長兼會計：胡安娜
- 書記：迭戈·委拉斯開茲
- 副長：弘中·隆包
- 第一特務：立花·宗茂
- 第二特務：江良·房榮
- 第三特務：立花·誾
- 第四特務：佩特羅·瓦爾迪斯
- 第五特務：弗洛雷斯·瓦爾迪斯

上越俄羅斯
家系：上杉俄羅斯
控制地區：北陸
主教導院：「J.M.K.」
制服樣式：白色重量級防寒式樣。
清武田
家系：武田中國
控制地區：關東
主教導院：「覺羅教導院」
制服樣式：騎馬為設計的輕量型
是能和P.A.Oda抗衡的軍事大國。
真田
清武田旗下的小國。因武田信玄之死而分為東西二派，西派的毛利家依附於六護式法蘭西。
非洲諸國
家系：島津非洲
控制地區：九州
主教導院：不明
制服樣式：不明
印度諸國聯合
家系：北條印度
控制地區：東海、關東
主教導院：「小田原學院」（小田原学院）
制服樣式：不明
平家之後，多異族居住，自動人形的產地。
因信仰唯一協奏派（ムラサイ）而歸於P.A.Oda旗下,但有反P.A.Oda勢力興起。
里見
家系：安房李氏朝鮮
控制地區：房總半島
主教導院：不明
制服樣式：不明
鎌倉幕府滅亡後由長壽族的源氏建立的國家。
因常被侵略，使當地之產生特殊的傳說和歷史，神格武裝和武神為防衛的主力。和北條競爭江戶灣的制海權。
奥州西伯利
家系：義姬最上家
控制地區：東北地方
主教導院：「仙台伊達教導院」「最上家」
制服樣式：不明
西伯利亞未探區域、新大陸、未探索大陸
為了歷史再現而不能占領的區域。為東北，北海道，四國等地。
九州以西邊境周圍有神群製作的門，與北海道的東岸相連。

### 組織
教譜教團
通稱「教譜」。以歷史再現為信仰的團體的總稱。
因以天上時代實際存在的眾神為信仰的宗教失去地位，被換以「信仰再現歷史的行為」這個形式統一了。與其不同的是，以脫離重奏世界為願景而將名字逆讀。
聖譜Tsirhc系
魔族：聖譜序奏派（サイオン）
K.P.A.Italia等：聖譜獨奏舊派（聖譜独奏旧派 / カトリック）
M.H.R.R.：聖譜獨奏改派（新教）（聖譜独奏改派 / プロテスタント）
上越俄羅斯：俄羅斯聖譜協奏派
英國：英國聖譜協奏派

中東地區：唯一協奏派遵從伊斯蘭教譜

印度：輪廻道（ダオハイ）
中國：七部一仙派（オウト）
遠東：神道（しんとう）、佛道（ぶつどう）
聖譜聯盟／聖聯
以順利進行聖譜的歷史再現為目的，負責管理各教導院。
教導院
學校機構的總稱。但因為只被允許管理學生的軍事和政治活動，故實際上是負責政軍處理。
戰國時代國家和家族間的相爭，由於各國的教導院的抗議而被再現。大部分的教導院無論任何年齡都可入學和在校，不過遠東以18歲為畢業標準。
總長聯合
教導院的一個部門。由總長組成，負責教導院警備的調度指揮。
學生會
教導院的一個部門。以學生會長為代表，管理教導院的內務和外交。
委員會聯合
在總長聯合與學生會之下，依職務分別設立一部委員會組織，從事各項學生職務組織活動。
代表委員會
在各部委員會與總長聯合及學生會之間執行情報傳達工作的委員會。主要從事項目:庶務、各情報整理。
風紀委員會
在教導院或國內執行維護風紀的委員會。主要從事項目:交通、防犯、奉行 。
女王的盾符
英國牛津教導院的組織，相當於總長聯合、學生會的組織。
由撲克牌的數字(1-13)作為成員人數，但13設為王賜劍二型，省略與副長和副學生會長同等的11而於10設二員，而5為三人一組，故實際有14人。在其他教導院相當於特務，但多數成員有高人一等的戰鬥力。

### 暫定議會
原文：
武藏的成人組成的組織。武藏的教導院以18歲為畢業，超齡的人從屬於此組織，沒有實權，屬於「提供意見」的存在。
第十三無津乞令教導院
由卡洛斯一世建立的孤兒院機機構。
三征西班牙為了以其他的襲名者遞補總長的職缺而成立，對孤兒施行英才教育，大量培育襲名者。但嚴苛的訓練加上內部糾紛而漸漸有院童脫逃，此後由解散。解散的理由據說是因為其中一名兒童因訓練而瀕死。和是這個設施的遺民。
聖譜越境部
為了解決歷史再現執行困難的狀況而成立的部門。因為不在聖譜裡存在而被否定，現為無人部門。但因其話題性常被作為同人誌的題材。
出雲產業座
通稱「IZUMO」。遠東的神社總部。遠東最大規模的企業，「武藏」即由其建造。
白砂代座
為建造航空都市艦「武藏」的極東最大規模企業「出雲產業座（通稱IZUMO）」的神社系公司品牌，同時是淺間神社最大贊助商。
天津乞神令教導院
現世和重奏世界分開的歷史初期，皇帝在各地作為指導場所而建的教導院。

### 職稱
帝
神格者，在京都以神器進行地脈控制。不問塵世。
總長 / 學生會長
總長聯合和學生會之長。
武藏的總長受限於聖聯的干預，只能由「最弱者」擔任，名義上是『和平的象徵』，實為傀儡政權。
根據兼任的職務而有附加頭銜的情況：
K.P.A.Italia：教皇總長
M.H.R.R.：皇帝總長
英國：妖精女王
武藏王
由聖聯指派，武藏的航行、行政監督。有總長聯合和學生會的決議權、武藏的航行決定權，沒有武藏王的決定，武藏在航行和行政的方針無法變更。
奏者
各教譜教團的信徒，和各組織術者的正式總稱。
八大龍王
各國擁有的大罪武裝之人的俗稱。
五大頂
P.A.Oda的主力。又稱「六天魔軍」，因四號共有2人故正確人數為6人。各有專用武裝。

### 設施
地脈爐
為了將流體從地脈中抽出，並精製作為一種燃料的流體燃料的鍋爐。
武藏
原文名称:
收容人数:正式乗員99300名(乘員組內51000名)
最大速力:25節前後(通常時)
重量:約4800000噸
全長:約7300米
全幅:2100米
全高:860米
動力:
出雲社製表面式流体駆動機―船殼式特零六番“荒鎮波”
出雲社製表面式流体抽出機構―船殼式特零六番“風有妻”
準巴哈姆特級航空都市艦。葵·托利等人所居住之地。
全艦由八艘艦艇構成，由與艦名相同的八名自動人偶負責管理，全體統括管理由名為「武藏」的自動人偶擔當。
- 中央前艦「武藏野」：武藏主艦橋，主要做為指揮·運用的中心。
- 中央後艦「奧多摩」：教導院學區、墓地、悔恨之道等設施所在。
- 左舷一號艦「淺草」：貨物船。設置四架起重機。
- 右舷一號艦「品川」：貨物船。
- 左舷二號艦「村山」：觀光、行政、外交方面的集中地。彌托黛拉家的宅邸所在
- 右舷二號艦「多摩」：觀光、行政、外交方面的集中地。本多·正純居住所在。
- 左舷三號艦「青梅」：遠東居民的居住及生活產業的中心。
- 右舷三號艦「高尾」：遠東居民的居住及生活產業的中心。

青雷亭
多摩上層部麵包店兼便食店。
悔恨之道
位於武藏奧多摩上層部右舷中央通道。
有著過去在此地死亡的「赫萊森·A」這名少女的石碑，也就是赫萊森·阿利亞達斯特唱歌所在。
倫敦塔
英國城堡狀之塔，頂部有著如同“刑場”的設施。

### 武裝、道具類

#### 神格武裝
原文：
遠超過一般武器之能力與術式且持有固定名稱的武裝總稱。
擁有自我意識在必要時也能自律行動。
有能夠發動通常驅動跟上位驅動兩階段的能力。
槍或劍的種類居多，但像八房或四聖等、擁有神格武装級的能力的武神也確認有數架不等。
蜻蛉切
種類：槍
能力：對「刀刃所映著的有名之物」的割斷、通常驅動「物體割斷」、上位驅動「事象割斷」
所有者：本多·忠勝⇒本多·二代
神格武裝的一種並擁有特殊能力的槍，擁有將映照在槍刃上的對象進行割斷的能力，在驅動狀態時可以將事物萬像進行割斷。
「通常驅動」發動條件為「刀刃所映著的有名之物」，映照有效範圍三十米以內，連結物體對象的名字發動切割。切割效果可能視對象對自身名字的認知。
「上位驅動」是蜻蛉切獨有特性，能夠發動「概念割斷」來切割概念上的事像。
原本是稱做「東國無雙」的本多·忠勝持有，之後由立花·誾代為轉交給本多·二代持有。
銀鎖
種類：智能鎖鍊（インテリジェンスチェーン）
能力：天使束縛之力
所有者：涅特·彌托黛拉
涅特所操縱的鎖鍊型神格武裝。擁有自我意志，能夠變成文字一類的形狀等感情表現也能做到。
戰鬥時會聽從涅特的命令行動，當涅特陷入危機時，銀鎖也會依照自身判斷行動施予救援。
王賜劍
精靈賜予亞瑟王的本土防衛用術式劍。但是因為亞瑟王違反了騎士道，劍因而折斷了。
歷史再現時，由梅林和湖中夫人的二重襲名者賜予新的劍。因此有兩把存在。
前者是王賜剣一型（Ex.Collbrande，石中劍），後者是王賜剣二型（Ex.Calibur，斷鋼劍）。
王賜劍一型
種類：劍　
能力：
所有者：瑪麗。
註:有兩把，可合併為一把
　
王賜劍二型
種類：劍　
能力：劍身能够發出斬碎目標的衝擊波，有著“英國以外的全部切飛”的術式加持。
所有者：妖精女王伊莉莎白。
“英國認證”
種類: 槌
能力:能力為集中英國本土內與被敲打物屬性相同的所有物(或人)的總攻擊力作為下次攻擊的總攻擊力。
持有者:尼可拉斯·培根

#### 聖譜顯裝
原文：
以聖譜之能力持有者轉化而成的神格武裝之總稱。被視為正統武裝。
是以人類七美德為概念製作，分別以聖譜「舊代」與「新代」對應而有7組14只存在。
用於保護各國聖譜，因此只被允許在本國使用(原因一)
也因聖譜需要地脈做為燃料源，不能在各國的領域地脈上之外的地方使用(原因二)。
身堅的節制
主司美德:第七聖譜「節制」
身堅的節制‧舊代
給予三征西班牙的聖譜顯裝其中之一，副長弘中・隆包所有。
擁有能夠將敵方的時間進行數倍的延長的能力。
身堅的節制‧新代
給予三征西班牙的聖譜顯裝其中之一，書記維拉斯奎茲(ベラスケス)所有。
擁有能夠依對手能力的使用回數發揮逐漸分割減緩的效果。
巨大的正義
主司美德:第五聖譜「正義」
巨大的正義‧舊代
英國所有的聖譜顯裝之一，所有者為羅伯特・達德利（ロバート・ダッドリー）。
擁有銀色巨大手甲的外型，在作用之時能將一定範圍存在的武器進行遠隔操作。
巨大的正義‧新代
英國所有的聖譜顯裝之一，所有者為法蘭西斯·德瑞克（フランシス·ドレイク）。
能將視為擾亂英國正義的行為依序予以干擾使其行動導向失敗。
聖骸的賢明
主司美德:第四聖譜「賢明」
意欲的慈愛
主司美德:第三聖譜「慈愛」
天渡的信仰
主司美德:第一聖譜「信仰」

#### 大罪武裝
原文：
以人類原罪的八種罪行之概念製造的神格武裝之總稱。
暴食 / 飽食的一擊
所有國：M.H.R.R.
淫蕩 / 淫蕩的御身
所有國：K.P.A.Italia
由K.P.A.Italia持有。 掌控代表「淫蕩」原罪，大罪武裝-「淫蕩的御身」。戰鎚型。
雖然沒有攻擊能力，但通常驅動就能將從外力對所有者本身進行的攻擊全部無效化，超過驅動則是效果範圍擴展到更廣，能將視為敵對方的攻擊無效化。
強欲 / 拒絕的強欲
所有國：英國⇒極東
以七宗罪「強欲」為原型, 大罪武裝-「拒絕的強欲」。盾型。
雖然沒有攻擊能力，能力為將使用者承接的所有疼痛和傷勢轉化為流體積蓄給予使用者。超過驅動狀態下，也不可能一口氣使用內部所有蓄積量，而是少量多次地向使用者供給流體。魂之驅動為一口氣把內部所有蓄積量供給流體與使用者。
由圖森特·涅申原擊敗托馬斯·莎士比亞後奪回，目前被武藏持有。
悲嘆 / 悲哀的怠惰
所有國：三征西班牙⇒極東
以七宗罪「悲嘆」為原型，第五號大罪武裝-「悲哀的怠惰」。劍砲型。由三征西班牙的立花·宗茂持有。
有三種功能--可做為普通艦砲使用，通常驅動時可像蜻蛉切將映照刃面的有名之物切斷，超過驅動可發動大規模破壞武裝(連船艦都能一擊擊沉的上位砲擊)，但須消耗大量流體
神格武裝「蜻蛉切」為其試作品。
立花·宗茂在與本多·二代二回交戰敗陣後，為本多·二代取走交給赫萊森，並且取回「悲嘆」的感情。
憤怒 / 憤怒的閃擊
所有國：上越露西亞
嫌惡/ 厭惡的怠惰
所有國：三征西班牙
大罪武裝 -「厭惡的怠惰」。由三征西班牙的胡安娜持有。長劍型。
超過驅動時能將光球投射範圍內之對象，以自己身體認為感到是嫌惡之處施加沉重束縛的力量，藉此限制對手行動。
虛榮 / 虛榮的降臨
所有國：六護式法蘭西
傲慢 / 傲慢的降臨
所有國：六護式法蘭西
嫉妒 / 焦躁的全域
魔獸：全龍（全竜/レヴァイアサン）
所有國：極東
種類：「大罪武裝統括OS:Phtonos-01s」
能力：對所有大罪武裝統括制御並將特性能力完全發揮100％出力
所有者：赫萊森．阿利亞達斯特
松平·元信秘密製造的第九個大罪武裝。寄宿在名為赫萊森的自動人偶P-01S體內。
十年前，松平．元信讓赫萊森遭遇事故，然後將其化為了「大罪武裝」，又把她的靈魂連帶著「嫉妒」的感情，做成第九個大罪武裝，還給予了自動人形的身體並送到了武蔵。其靈魂正是名為「嫉妒」的「大罪武裝」-「焦躁的全域」。
本身雖然並無殺傷力，但是卻有著能將八具大罪武裝功能特性完全掌控發揮的能力，特性完全發揮需要透過「靈魂啟動」方式來解除大罪武裝的保險限制。

#### 武神
原文：
與操縱者一體同步的巨大人型機械的總稱。依型體不同而有輕型、重型兩種分類。
「四聖」（しせい）
三征西班牙在歷史再現過程中發生舊派反叛事件，由反叛軍所建造的四具神格武裝級武神。
持有專用術式OS，能發動「山川道澤」的神格武裝級能力。
青龍・青龍武神・持有「川」的能力
持有者：伊達・政宗
朱雀・地摺朱雀（じずりすざく）・持有「澤」的能力
直政所掌管的赤與黑兩種配色的女性型重武神，重武神．「四聖」之一，持有「澤」的能力。
在直政來到武藏以前所拾獲武神殘骸，經過重新組裝而成。
白虎・道征白虎・持有「道」的能力
持有者：江良・房栄
玄武・日溜玄武・持有「山」的能力
持有者：蜂須賀・小六
猛鷲（エル・アゾゥル）
三征西班牙所有。清らか大市製造航空型重武神。十字型徽圖與四枚飛空翼而無腳掌機具是其特徵。
左月
鬼庭・綱元的専用機。其特點是頭部的鬼角。所属伊達
人間無骨
森・長可的専用機。所屬P.A.Oda。

### 技術
通神（つうしん）
在本作的一種通訊技術，個人用通神必須要進行通神奏約(類似手機合約)
奏者用於溝通用的工具，可視為類似電話的工具，通常也具有傳送影像的功能
具有聊天室的功能
目前已知可用走狗來作為行動用通神
攜帶社務為一種大型攜帶型通神，只能使用聲音通神，但不能在國外通話
走狗/走徒（マウス）
術式使用時，神道之神跟使用者之間作為仲介的靈獸型裝置，擁有實體也有重量。
基本功能為通神，類似手機
淺間說法走狗一週大約會消耗一拜氣的內燃拜氣或流體燃料，相對類似舊式電話的攜帶社務有更多花費，但好處是有表示框的通神功能和兼具寵物
即使在國外也可以使用通神，且推測要有走狗才能使用聊天室
即使在一般通神收不到訊號的結界內也能使用緊急求救系統
流體（りゅうたい）
構成這個世界的空間的要素，並能夠容許大多數的矛盾。流體的計算單位是以「乙太」（エーテル/Aether）作為最小基準單位。
拜氣（はいき）
表示使用術式花費流體的消耗量的單位，如果用流體的最小單位「乙太」進行換算約為3600ATELL，在體內外積蓄也是能做到的。
内燃拜氣（ないねんはいき）
在個人的身體內所積蓄的拜氣，主要靠冥想來積蓄。
人體內必須儲有一定量的拜氣，否則人體最多只能在拜氣量為零的狀態下維持一小時
外燃拜氣（がいねんはいき）
在個人的身體外所積蓄的拜氣，可從地脈抽取
有在各教譜的儲藏槽積蓄，與奏者們之間共有，金錢的買賣也是可能的。
術式（じゅつしき）
把流體加工後，在空間中引發奇跡。

#### 神道術式
代演·奉納（だいえん·ほうのう）
指術式使用時，作為代替發動術式所需拜氣的代價稱為代演
而貢獻能讓所屬神感到喜悅的事物(或行為)稱為奉納。
有些特殊術式必須要有代演奉納才能發動(因為使用的是神明的加護)
神奏術（しんそうじゅつ）
神道教譜的神社締結契約之術式。
翔翼（しょうよく）
本多．二代所使用的術式，以消除阻力來加以持續提升速度的神奏術。
以揮動武器作為代演奉納
彌生月（やよいづき）
野挽所使用的術式，以打擊力為主的創作術式。以第一擊「睦月（むつき）」及第二擊「如月（きさらぎ）」為奉納代價，使出在第三擊能「一拳擊倒」的術式效果。

#### Tsirhc術式
舊派式一般聖術（クラシカルフィルマ）
力：神和聖者之力
媒介：消耗型契約或持有式加護
拜氣：不可内燃、可外燃
契約所：聖堂
辅助终端：走徒
国家：旧派诸国
改派式一般聖術（モダンクンスト）

#### 其他術式
白魔術（しろまじゅつ）／黒魔術（くろまじゅつ）
魔女使用的類似術式的不明招式稱為『魔術』
發動原理不同於一般術式但不明因此使用魔術的人被稱為魔女(男性稱呼不明)
已知有『黑魔術』及『白魔術』兩種
黑魔術為負力量的衰弱性魔術，奈特屬此種
白魔術為正力量的攻擊性魔術，成瀨屬此類
精靈術（せいれいじゅつ）
異端術式（異端の術式）
「天動說」
K.P.A.Italia的ガリレオ所使用的異端術式，以ガリレオ為中心，遭受影響的對手會以跟天體公轉速度相同地強制回轉。
「地動說」以對手為中心讓自身繞行中心公轉，因為速度跟地球公轉一樣快，所以看起來很像瞬間移動

### 種族
自動人偶（自動人形/じどうにんぎょう）
人型機械生物的總稱。寄宿於人形中的種族，本能是聽從主人。
半龍（半竜/はんりゅう）
人型龍族的總稱。
墮天／墜天
有翼的人型異族。前者是指反抗神的存在，後者是背棄神選擇與人一同生活的存在。可以6枚翼飛行。卡路里消秏非常高所以很能吃。
長壽族（ちょうじゅぞく）
半壽族（はんじゅぞく）
巨人族（きょじんぞく）
人狼（じんろう/ルウガルウ）
半狼（ハードウルフ）
犬鬼（コボルト）
黒藻獣（黒藻の獣/くろものけもの）
變態野郎（シェイプシフター）

### 其他
回應用詞
Jud.（ジャッジ/ジャッジメント）
罪人的使用的「應答」「了解」之意，極東主要用這詞。
也是該作出現頻率較高的的主要用詞。
Tes.（テス/テスタメント）
贵族的「應答」「了解」之意。聖聯主要用這詞。
上作「終焉的年代記」主要用詞。
Shaja（シャージャー）
主要是唯一協奏派使用。「勇気」的意思。
學生間抗爭（がくせいかんこうそう）
在學生們之間以「相對」形式進行的抗爭。教師和一般市民不能介入。
按照聖連所制定的「校則法」，只能限定學生之間參與進行的抗爭。具體形式有戰鬥或辯論等等。
這個世界以學生為國家代表，所以「相對」可以做為國家之間的鬥爭方式。
通行道歌（通し道歌/とおしどうか）
流傳在極東人們所熟知誦唱的主要民謠。歌曲原型取自日本民俗歌謠(亦稱為五大恐怖童謠之一)『通りゃんせ』改編而成。
西班牙方陣
三征西班牙所使用，作為這個時代的重要陣形，由長槍隊包圍住火槍手的長方形的密集陣形，約1000人構成，動作遲緩、防禦力非常出色。
梅椿（うめつばき／ウメツバキ）
淺間．智所操縱的弓型特殊武裝。白砂代座出品製造，將兩把小弓「木葉」、「片梅」連結合成的巨弓，射擊威力堪比航空艦的流體砲。
七大原罪（ななたいざい）
人類慾望和感情歸類7項。分別為「傲慢」「嫉妬」「憤怒」「怠惰」「強欲」「暴食」「色慾」。
八想念（はちそうねん）
七大罪的根本。由「暴食」「色慾」「強慾」「憂鬱」「憤怒」「怠惰」「虛飾」「傲慢」組成。
嚴島神社
被K.P.A.Italia暫定支配安芸領地所存在的神社。
幾重話語(幾重言葉)
諸聖・ネ申原所使用的術式。由向文章之神──菅原系的イツル奉納的文章進行祈願並再現其內容，因為要書寫相當多的文章的緣故，需要為發動而爭取時間。

## 出版書籍

### 小說

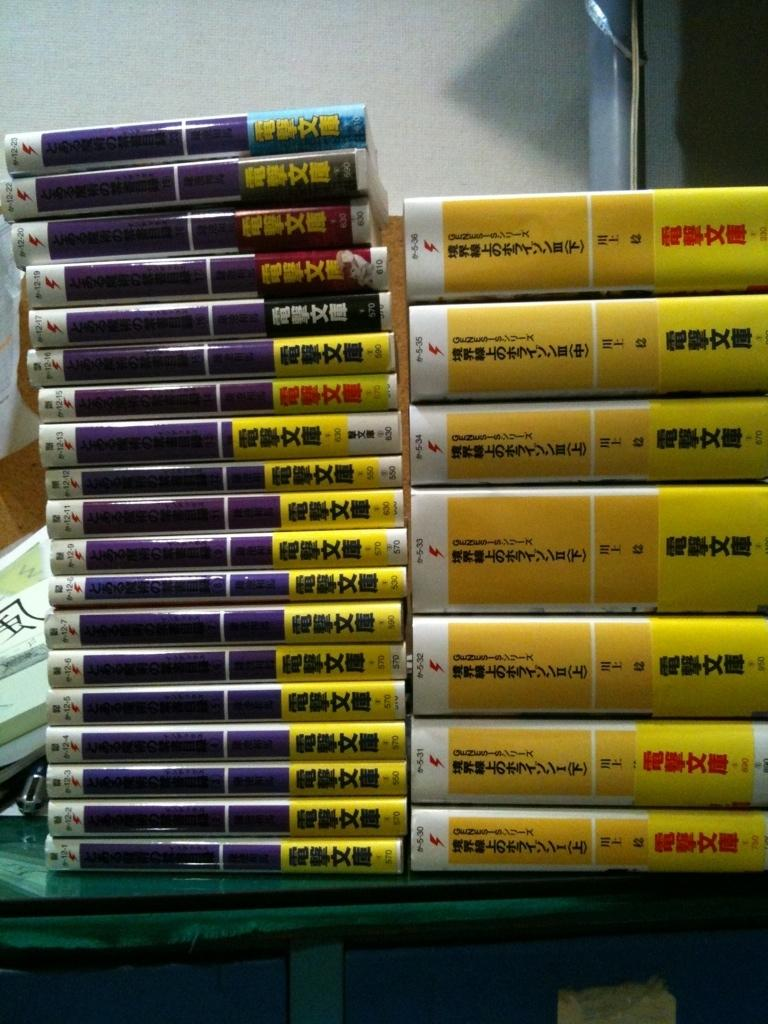
《魔法禁书目录》的单行本（左）与《境界線上的地平線》的单行本（右）厚度对比

由於頁數及字數過多（約一般輕小說的2～3倍），以及川上的修辭和用語很特別，在考量翻譯成本後，台灣方面並沒有代理的打算。本篇29卷（超過2萬5千頁，若為一般輕小說則多達80～90卷）完結，番外篇尚未結束。
| 冊數   | 日文標題 | ASCII Media Works | ASCII Media Works      | 頁數  |
| 冊數   | 日文標題 | 發售日期          | ISBN                   | 頁數  |
| ------ | -------- | ----------------- | ---------------------- | ----- |
| 1      |          | 2008年9月10日     | ISBN 978-4-04-867218-4 | 543p  |
| 2      |          | 2008年10月10日    | ISBN 978-4-04-867270-2 | 771p  |
| 3      |          | 2009年6月10日     | ISBN 978-4-04-867848-3 | 905p  |
| 4      |          | 2009年7月10日     | ISBN 978-4-04-867901-5 | 1153p |
| 5      |          | 2010年6月10日     | ISBN 978-4-04-868600-6 | 737p  |
| 6      |          | 2010年7月10日     | ISBN 978-4-04-868647-1 | 833p  |
| 7      |          | 2010年9月10日     | ISBN 978-4-04-868735-5 | 897p  |
| 8      |          | 2011年9月10日     | ISBN 978-4-04-870805-1 | 673p  |
| 9      |          | 2011年10月10日    | ISBN 978-4-04-870806-7 | 737p  |
| 10     |          | 2011年12月10日    | ISBN 978-4-04-870807-4 | 993p  |
| 11     |          | 2012年8月10日     | ISBN 978-4-04-886854-9 | 712p  |
| 12     |          | 2012年10月10日    | ISBN 978-4-04-886855-6 | 1000p |
| 13     |          | 2013年5月10日     | ISBN 978-4-04-891623-3 | 711p  |
| 14     |          | 2013年7月10日     | ISBN 978-4-04-891820-6 | 840p  |
| 15     |          | 2013年9月10日     | ISBN 978-4-04-891624-0 | 1057p |
| 16     |          | 2014年2月10日     | ISBN 978-4-04-866311-3 | 799p  |
| 17     |          | 2014年4月10日     | ISBN 978-4-04-866475-2 | 824p  |
| 18     |          | 2014年6月10日     | ISBN 978-4-04-866564-3 | 1016p |
| 19     |          | 2015年2月10日     | ISBN 978-4-04-869255-7 | 737p  |
| 20     |          | 2015年4月10日     | ISBN 978-4-04-865071-7 | 817p  |
| 21     |          | 2015年6月10日     | ISBN 978-4-04-869263-2 | 993p  |
| 22     |          | 2016年4月10日     | ISBN 978-4-04-865886-7 | 801p  |
| 23     |          | 2016年6月10日     | ISBN 978-4-04-892120-6 | 993p  |
| 24     |          | 2017年10月7日     | ISBN 978-4-04-893403-9 | 792p  |
| 25     |          | 2017年12月9日     | ISBN 978-4-04-893520-3 | 913p  |
| 26     |          | 2018年3月10日     | ISBN 978-4-04-893683-5 | 1055p |
| 27     |          | 2018年7月10日     | ISBN 978-4-04-893874-7 | 888p  |
| 28     |          | 2018年9月7日      | ISBN 978-4-04-893969-0 | 968p  |
| 29     |          | 2018年12月7日     | ISBN 978-4-04-912210-7 | 1160p |
| 番外篇 |          |                   |                        |       |
| 1      |          | 2014年11月8日     | ISBN 978-4-04-869039-3 | 369p  |
| 2      |          | 2015年11月10日    | ISBN 978-4-04-865545-3 | 488p  |
| 3      |          | 2017年7月7日      | ISBN 978-4-04-893237-0 | 392p  |

### 漫畫
| 卷數 | ASCII Media Works | ASCII Media Works      | 台灣角川       | 台灣角川               |
| 卷數 | 發售日期          | ISBN                   | 發售日期       | ISBN                   |
| ---- | ----------------- | ---------------------- | -------------- | ---------------------- |
| 1    | 2012年3月27日     | ISBN 978-4-04-886493-0 | 2012年11月7日  | ISBN 978-986-325-042-5 |
| 2    | 2012年9月27日     | ISBN 978-4-04-891019-4 | 2013年3月22日  | ISBN 978-986-325-288-7 |
| 3    | 2013年5月27日     | ISBN 978-4-04-891686-8 | 2014年7月16日  | ISBN 978-986-366-059-0 |
| 4    | 2013年12月21日    | ISBN 978-4-04-866154-6 | 2015年3月12日  | ISBN 978-986-366-388-1 |
| 5    | 2014年8月27日     | ISBN 978-4-04-866842-2 | 2015年10月14日 | ISBN 978-986-366-684-4 |
| 6    | 2015年5月27日     | ISBN 978-4-04-865169-1 | 2016年4月13日  | ISBN 978-986-473-050-6 |

境界線上的赫萊子小姐（未代理）
- 2012年10月27日發售、ISBN 978-4-04-891110-8

## 電視動畫
2011年10月1日開始播放。

### 製作人員
- 原作：川上稔
- 人物設計原案：
- 監督：小野学
- 系列構成：浦畑達彦
- 人物原案：藤井智之、西澤真也、愛敬由紀子、鈴木勘太
- 人物設定：大河廣行、沙倉拓實、川原智弘
- 組套設計：青木智由紀、森岡賢一、
- 概念設計：木村智
- 助監督：田邊泰裕
- 特技監督：川原智弘
- 美術監督：永井一男
- CG製作：松浦裕暁
- 攝影監督：北岡正
- 色彩設計：横山佐代子
- 編輯：今井大介
- 音響監督：鶴岡陽太
- 音樂：加藤達也
- 製作人：平山理志、槙本裕紀
- 企劃：河口佳高、上山公一、鈴木一智
- 動畫製作：日昇動畫
- 製作：境界線上的地平線製作委員會

### 主題歌
第一季
- 主題曲「TERMINATED」（第1話～第4話、第6話～第12話）
作詞：畑亞貴，作曲、編曲：菊田大介，演唱：茅原實里
- 片尾曲-Side Ariadust-「Pieces」（第1話～第3話、第7話～第10話、第12話～第13話）
作詞：AiRI，作曲、編曲：宮崎京一，演唱：AiRI
- 片尾曲-Side Horizon-「Stardust Melodia」（第4話～第6話、第11話）
作詞：Ceui，作曲：小高光太郎、Ceui，編曲：小高光太郎，演唱：Ceui
- 插曲
作詞：川上稔，作曲、編曲：加藤達也，演唱：（茅原實里）
- 插曲（第9話）
作詞：川上稔，作曲、編曲：加藤達也，演唱：葵・喜美（齋藤千和）

第二季
- 主題曲「ZONE//ALONE」（第1話～第12話）
作詞：畑亞貴，作曲、編曲：菊田大介，演唱：茅原實里
- 片尾曲-Side SunSet-（第1話、第4話～第5話、第9話、第12話）
作詞：畑亞貴，作曲：原田 篤＆fandelmale（Arte Refact），編曲：（Arte Refact），演唱：結城アイラ
- 片尾曲-Side SunRise-（第2話～第3話、第6話～第8話、第10話～第11話、第13話）
作曲、編曲、演唱：奧井雅美
- 插曲（第13話）
作詞：川上稔，作曲、編曲：加藤達也，演唱：（茅原實里）
- 插曲（第13話）
作詞：川上稔，作曲、編曲：A-Bee，演唱：葵・喜美（齋藤千和）

### 各集標題
| 話數   | 日文標題 | 中文標題           | 腳本     | 分鏡     | 演出                              | 作畫監督                              | 機械作畫監督 | 改編自小說 |
| 第一季 | 第一季   | 第一季             | 第一季   | 第一季   | 第一季                            | 第一季                                | 第一季       | 第一季     |
| ------ | -------- | ------------------ | -------- | -------- | --------------------------------- | ------------------------------------- | ------------ | ---------- |
| 第1話  |          | 境界線前的整列者們 | 浦畑達彥 | 小野學   | 石黑恭平                          | 藤井智之（角色）                      | 川原智弘     | I<上>      |
| 第2話  |          | 餐廳的清純者       | 浦畑達彥 | 田邊泰裕 | 田邊泰裕                          | 西澤真也                              | -            | I<上>      |
| 第3話  |          | 街中的遊擊手       | 浦畑達彥 | 渡邊哲哉 | 渡邊哲哉 井端義秀                 | 愛敬由紀子                            | -            | I<上>      |
| 第4話  |          | 夜天下的暗躍者     | 浦畑達彥 | 田中孝行 | 高橋健司                          | 鈴木勘太                              | -            | I<上>      |
| 第5話  |          | 月下的畢業者       | 砂山藏澄 | 稻井仁   | 安藤正臣                          | 木村智（角色）                        | 大塚健       | I<上>      |
| 第6話  |          | 告白處的辯護者     | 砂山藏澄 | 今泉賢一 | 三好正人                          | 小倉典子 新保卓郎                     | -            | I<下>      |
| 第7話  |          | 武藏的騎士         | 水上清資 | 京極尚彥 | 北條史也                          | 江上夏樹（角色） 市川敬三（動作）     | 川原智弘     | I<下>      |
| 第8話  |          | 全域的支持者       | 浦畑達彥 | 今泉賢一 | 松本剛                            | 尾崎正幸 豐田曉子                     | -            | I<下>      |
| 第9話  |          | 高嶺的花           | 富田賴子 | 田邊泰裕 | 江島泰男                          | 齋藤雅和 大杉尚廣                     | -            | I<下>      |
| 第10話 |          | 起跑線上的號角吹響 | 富田賴子 | 渡邊哲哉 | 渡邊哲哉 井端義秀                 | 鈴木勘太                              | -            | I<下>      |
| 第11話 |          | 武藏的不可能男     | 砂山藏澄 | 宅野誠起 | 宅野誠起                          | 西澤真也 尾崎正幸                     | 大塚健       | I<下>      |
| 第12話 |          | 平行線上的相對者   | 砂山藏澄 | 今泉賢一 | 青井小夜                          | 小倉典子 新保卓郎 島袋智和            | -            | I<下>      |
| 第13話 |          | 境界線上的整列者們 | 浦畑達彥 | 渡邊哲哉 | 曾我準 安藤正臣                   | 江上夏樹 木村智                       | 川原智弘     | I<下>      |
| 第二季 |          |                    |          |          |                                   |                                       |              |            |
| 第1話  |          | 朱紅場所的社員們   | 浦畑達彥 | 小野學   | 高橋健司                          | 鈴木勘太                              | -            | II<上>     |
| 第2話  |          | 舞台上的宣告者     | 富田賴子 | 渡邊哲哉 | 大嶋博之 井端義秀                 | 西澤真也 尾崎正幸                     | 川原智弘     | II<上>     |
| 第3話  |          | 土上的下跪者       | 砂山藏澄 | 今泉賢一 | 宅野誠起 臼井文明                 | 江上夏樹 島袋智和 新保卓郎            | -            | II<上>     |
| 第4話  |          | 劇場的支配者       | 砂山藏澄 | 小野學   | 鳥羽聰                            | 藤井智之                              | 川原智弘     | II<上>     |
| 第5話  |          | 獵場的人道主義者   | 浦畑達彥 | 田邊泰裕 | 安藤正臣                          | 木村智（角色）                        | 大塚健       | II<上>     |
| 第6話  |          | 廣場的男女         | 冨田賴子 | 宅野誠起 | 宅野誠起 臼井文明                 | 吉田雄一 寺尾憲治 鈴木勘太（動作）    | -            | II<下>     |
| 第7話  |          | 會堂的宣讀者       | 冨田賴子 | 今泉賢一 | 三好正人                          | 小倉典子 山下英美 豐田曉子            | -            | II<下>     |
| 第8話  |          | 高所的決定者       | 砂山藏澄 | 今泉賢一 | 北條史也                          | 江上夏樹 尾崎正幸                     | -            | II<下>     |
| 第9話  |          | 夜空的別離者       | 砂山藏澄 | 田邊泰裕 | 小野學 高橋健司 宅野誠起 臼井文明 | 宮井加奈                              | 佐野譽幸     | II<下>     |
| 第10話 |          | 劇場的咆哮者       | 浦畑達彥 | 渡邊哲哉 | 大嶋博之 井端義秀                 | 吉井弘幸 新保卓郎                     | -            | II<下>     |
| 第11話 |          | 花園的合格者       | 冨田賴子 | 田邊泰裕 | 小野學、田邊泰裕 安藤正臣         | 西澤真也、橋口隼人 高部光章、牛尾優衣 | -            | II<下>     |
| 第12話 |          | 容身之處的刀傷者   | 砂山藏澄 | 渡邊哲哉 | 渡邊哲哉 井端義秀                 | 木村智 江上夏樹 尾崎正幸              | 大塚健       | II<下>     |
| 第13話 |          | 越境的貪欲者們     | 浦畑達彥 | 小野學   | 小野學 宅野誠起 臼井文明          | 藤井智之 鈴木勘太 吉田雄一            | 川原智弘     | II<下>     |

### 相关发售光碟
| 卷数   | 話數   | 发售日期       |
| 第一季 | 第一季 | 第一季         |
| ------ | ------ | -------------- |
| 1      | 1      | 2011年12月22日 |
| 2      | 2-3    | 2012年1月27日  |
| 3      | 4-5    | 2012年2月24日  |
| 4      | 6-7    | 2012年3月23日  |
| 5      | 8-9    | 2012年4月20日  |
| 6      | 10-11  | 2012年5月25日  |
| 7      | 12-13  | 2012年6月22日  |
| 第二季 |        |                |
| 1      | 1      | 2012年9月21日  |
| 2      | 2-3    | 2011年10月26日 |
| 3      | 4-5    | 2012年11月22日 |
| 4      | 6-7    | 2012年12月21日 |
| 5      | 8-9    | 2013年1月29日  |
| 6      | 10-11  | 2013年2月22日  |
| 7      | 12-13  | 2013年3月22日  |

### 播放電視台
日本深夜動畫：下文記載的日本国内播放時間使用日本標準時間（UTC+9）表示。因為部分時間标识會採用30小时制，因此請留意这类超过24:00的时间，其實際播放時間為翌日清晨。
| 播放地方   | 播放電視台   | 播放日期                | 播放時間                  | 所屬聯播網 | 備註               |
| 第1季      | 第1季        | 第1季                   | 第1季                     | 第1季      | 第1季              |
| ---------- | ------------ | ----------------------- | ------------------------- | ---------- | ------------------ |
| 近畿廣域圈 | 每日放送     | 2011年10月1日－12月24日 | 星期六 26時58分－27時28分 | TBS系列    | Anime Shower 第3部 |
| 千葉縣     | 千葉電視台   | 2011年10月2日－12月25日 | 星期日 24時30分－25時00分 | 獨立局     |                    |
| 神奈川縣   | 神奈川電視台 | 2011年10月2日－12月25日 | 星期日 26時00分－26時30分 | 獨立局     |                    |
| 埼玉縣     | 埼玉電視台   | 2011年10月3日－12月26日 | 星期一 25時05分－25時35分 | 獨立局     |                    |
| 東京都     | TOKYO MX     | 2011年10月3日－12月26日 | 星期一 25時30分－26時00分 | 獨立局     |                    |
| 愛知縣     | 愛知電視台   | 2011年10月3日－12月26日 | 星期一 25時30分－26時00分 | 東京電視網 |                    |
| 日本全國   | Animax       | 2012年1月16日－4月9日   | 星期一 22時00分－22時30分 | 衛星電視   | 有重播             |
| 日本全國   | BS11         | 2012年4月3日－6月26日   | 星期二 24時00分－24時30分 | 衛星電視   | ANIME+節目         |
| 第2季      |              |                         |                           |            |                    |
| 近畿廣域圈 | 每日放送     | 2012年7月7日－9月29日   | 星期六 26時28分－26時58分 | TBS系列    | Anime Shower 第2部 |
| 東京都     | TOKYO MX     | 2012年7月8日－9月30日   | 星期日 22時30分－23時00分 | 獨立局     |                    |
| 神奈川縣   | 神奈川電視台 | 2012年7月8日－9月30日   | 星期日 25時00分－25時30分 | 獨立局     |                    |
| 埼玉縣     | 埼玉電視台   | 2012年7月9日－10月1日   | 星期一 25時00分－25時30分 | 獨立局     |                    |
| 千葉縣     | 千葉電視台   | 2012年7月9日－10月1日   | 星期一 25時00分－25時30分 | 獨立局     |                    |
| 愛知縣     | 愛知電視台   | 2012年7月9日－10月1日   | 星期一 25時30分－26時00分 | 東京電視網 |                    |
| 日本全國   | BS11         | 2012年7月10日－10月2日  | 星期二 24時00分－24時30分 | 衛星電視   | ANIME+節目         |
| 日本全國   | 萬代頻道     | 2012年7月10日－10月2日  | 星期二 24時00分－24時30分 | 網絡電視   |                    |
| 日本全國   | Animax       | 2012年8月13日－11月5日  | 星期一 22時00分－22時30分 | 衛星電視   | 有重播             |

## 相關CD
- （2011年10月19日）
- （2011年10月19日）
- （2011年10月19日）
- （2012年1月25日）

## 外部連結
- 「境界線上的地平线」倉庫 - 作者个人网站内内 境界線上的地平线 特设专属页
- 境界線上的地平线 动画官网
- 境界線上的地平线 官方Twitter账号的X（前Twitter）